# Хмелик, Мария Александровна
Мари́я Алекса́ндровна Хме́лик (род. 31 августа 1961, Москва) — советский и российский сценарист, кинодраматург, руководитель творческой сценарной мастерской ВГИКа. Дочь Александра Хмелика; вдова Василия Пичула (1961—2015).

## Биография
Родилась 31 августа 1961 года в г. Москве;
- 1983 год — окончила сценарный факультет ВГИКа (мастерская Е. Габриловича, Л. Голубкиной, Н. Фокиной, С. Лунгина);
- 1983—1985 гг. — стажёр в Главной редакции киностудии «Мосфильм»;
- 1985—1986 гг. — секретарь судебного заседания в Свердловском районном суде Москвы;
- 1995—1999 гг. — учёба в Высшем психологическом колледже при институте психологии РАН, изучение психоанализа;
- 1995—1999 гг. — работа в Суицидальном центре (при больнице № 20 г. Москвы);
- С 1999 г. — руководитель творческой сценарной мастерской во ВГИКе.

### Фильмография
| Год  |   | Название                                           | Примечание         |
| ---- | - | -------------------------------------------------- | ------------------ |
| 1988 | ф | Маленькая Вера                                     | сценарист, актриса |
| 1989 | ф | В городе Сочи тёмные ночи                          | сценарист          |
| 1993 | ф | Мечты идиота                                       | сценарист          |
| 1999 | ф | Небо в алмазах                                     | сценарист          |
| 2006 | ф | Кинофестиваль, или Портвейн Эйзенштейна            | сценарист          |
| 2007 | с | Сыщик Путилин                                      | сценарист          |
| 2007 | ф | Шекспиру и не снилось                              | сценарист          |
| 2011 | с | Фарфоровая свадьба                                 | сценарист          |
| 2015 | с | Между нот, или Тантрическая симфония (мини-сериал) | сценарист          |

### Личная жизнь
Дочь сценариста, драматурга, писателя Александра Хмелика.
Вдова кинорежиссёра Василия Пичула.
Сестра писательницы Натальи Хмелик.
Дети: дочь Александра, сын Григорий, дочь Вера.

### Награды
- Фильм «Маленькая Вера» по сценарию Марии Александровны собрал следующие награды:
- 1989 год — премия «Феликс» Европейской киноакадемии (За лучший сценарий, фильм «Маленькая Вера».)

- 1988 — МКФ в Венеции — премия FIPRESCI
- 1988 — МКФ в Монреале — специальная премия жюри
- 1988 — МКФ в Чикаго — приз «Золотой Хьюго»
- 1989 — МКФ в Трое
- 1989 — МКФ фильмов-дебютов в Анже — Гран-при за лучший полнометражный фильм